# Llista de funcions matemàtiques

## Funcions elementals
- Funcions polinòmiques: Són les funcions P (x), on P és un polinomi en  x , és a dir una combinació finita de sumes i productes entre escalars (nombres) i la variable  x . Normalment, els escalars són nombres reals, però en certs contextos, els coeficients poden ser elements d'un camp o anell arbitrari (per exemple, fraccions, o nombres complexos). Exemple: {\displaystyle 4.5x^{3}-x}.
  - Funció constant: f (x) = a
  - Funció lineal: f (x) = ax+b és un binomi del primer grau
  - Funció quadràtica: F (x) = ax ²+bx+c és un trinomi del segon grau. Exemple: {\displaystyle 3x^{2}-5x+1}
- Funció racional: Són funcions obtingudes en dividir una funció polinomial per una altra, no idènticament nul.
- Funció arrel

## Funcions transcendents
Qualsevol funció que no es pot expressar com una solució d'una equació polinòmica se l'anomena funció transcendent.
- Funció exponencial
- Funció logarítmica
- Funcions trigonomètriques: Sinus, cosinus, tangent; secant, cosecant, cotangent; arcsinus, Arccosinus, arctangent.
- Funcions hiperbòliques: sinus hiperbòlic, cosinus hiperbòlic, tangent hiperbòlica.

## Funcions no elementals
- Funció mòdul
- Funció esglaó unitari: En alguns països anomenada  Heaviside Step .
- Funció part entera
- Funció mantissa
- Funció signe
- Funció de Dirichlet
- Funció de Ackermann
- Transformacions lineals
- Transformada de Hilbert
- Transformada de Laplace
- Transformada de Fourier
- Funció hipergeomètrica
- Funció diferenciable

## Funcions de probabilitat
- Distribució de probabilitat
- Funció de densitat